# Palai
Palai, chiamata anche Pala, è una suddivisione dell'India, classificata come municipality, di 22.640 abitanti, situata nel distretto di Kottayam, nello stato federato del Kerala. In base al numero di abitanti la città rientra nella classe III (da 20.000 a 49.999 persone).

## Geografia fisica
La città è situata a 9° 42' 47 N e 76° 40' 20 E.

## Società

### Evoluzione demografica
Al censimento del 2001 la popolazione di Palai assommava a 22.640 persone, delle quali 10.988 maschi e 11.652 femmine. I bambini di età inferiore o uguale ai sei anni assommavano a 2.184, dei quali 1.101 maschi e 1.083 femmine. Infine, coloro che erano in grado di saper almeno leggere e scrivere erano 19.531, dei quali 9.489 maschi e 10.042 femmine.

## Monumenti e luoghi d'interesse

### Chiesa di San Tommaso

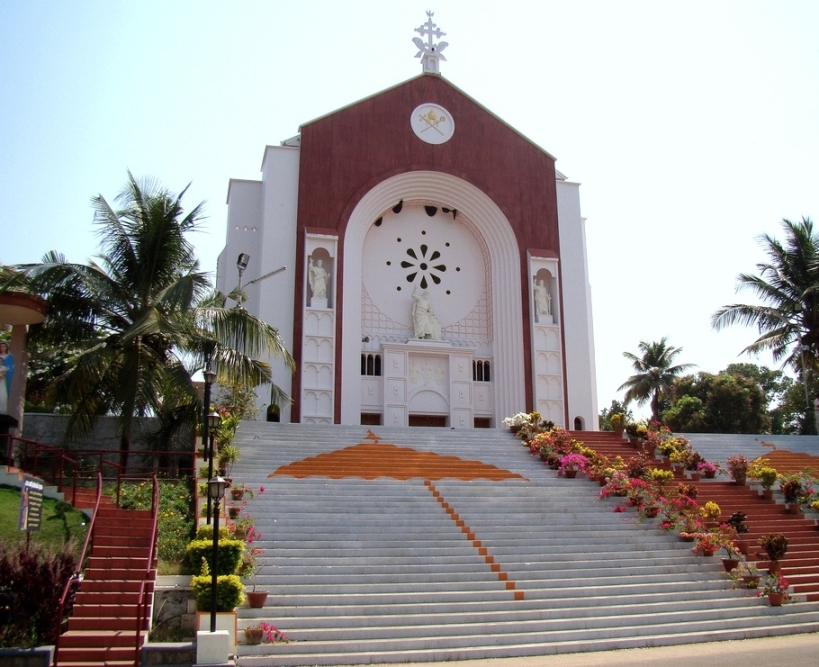
Chiesa di San Tommaso

È un tipico esempio architettonico delle prime chiese costruite nel Kerala; all'interno si trova un pulpito in legno con base a forma di pesce, l'altare principale riccamente decorato e due cappelle laterali. È presente una lastra in pietra con iscrizione in siriaco.
È la chiesa principale della eparchia di Palai.